# Cidariophanes incaria
Cidariophanes incaria là một loài bướm đêm trong họ Geometridae.